# 廖敏
廖敏（1967年10月—），四川省三台县人，中华人民共和国政治人物。

## 生平
1967年10月,廖敏出生在四川省三台县。
1988年4月，廖敏加入中国共产党。同年7月，廖敏到岷江木材水运局工作，先后出任团委副书记、团委书记、劳动服务总公司经理、木材经销处处长。
1998年4月起，廖敏陆续担任马尔康林业局党委委员、副局长、团委书记、党委副书记、局长。
2005年4月，廖敏出任中共汶川县委副书记、县人民政府县长，在任时的2008年发生汶川大地震。
2010年2月起，廖敏陆续出任阿坝藏族羌族自治州人民政府副秘书长、办公室主任、应急办主任、州城建局党组书记、局长、中共红原县委书记。
2021年1月，廖敏出任阿坝藏族羌族自治州人大常委会党组成员、秘书长、机关党组书记。

### 落马
2023年12月26日，廖敏涉嫌严重违纪违法接受阿坝藏族羌族自治州纪委监委纪律审查和监察调查。廖敏任职汶川县县长时的书记青理东已经在2018年7月落马。
2024年6月20日，廖敏遭到开除党籍开除公职（双开）处分。